# Милорадович Петро Степанович
Милорадович Петро Степанович (близько 1723, с. Пізняки, Чорнуська сотня, Лубенський полк — 7 лютого 1799, с. Гамаліївка, Лохвицька сотня, тепер Полтавська область) — останній полковник чернігівський, згодом генерал-майор армії Російської імперії. Батько Григорія Милорадовича.

## Біографія

### Сім'я
Петро Степанович народився 1723 у сімействі Милорадовичів. Був одним із семи синів Степана Михайловича Милорадовича (бунчукового товариша) і Марії Михайлівни (до шлюбу Гамалій). Онук гадяцького полковника Війська Запорізького Милорадовича Михайла Ілліча. 
13 лютого 1764 одружився з Софією Семенівною Полуботок (? — 1774 роки) — дочкою Семена Яковича Полуботка, бунчукового товариша, і правнучкою Павла Полуботка. Внаслідок цього шлюбу Милорадович став найбагатшою людиною в Україні.
У шлюбі у них народилося троє дітей — Григорій, Анастасія (у шлюбі Лашкевич) і Марія (померла в 16 років).
Про його молодість, до вступу в Академію, ніяких згадок не збереглося. Відомо тільки те, що він брав участь у війні з Османською імперією 1735—1739. 1737 був під Очаковом, а 20 березня 1738 розпочав служити в Сербському гусарському полку. Коли вступив до Академії, вона була на утриманні митрополита Рафаїла Заборовського, який вибудував за планом архітектора Шейлена другий поверх з тосканською колонадою над кам'яними школами, які, своєю чергою, спорудив гетьман Іван Мазепа.

### Освіта
Навчався у Києво-Могилянській Академії з 1739 по 1740, у часи Митрополита Київського Рафаїла Заборовського, був під началом префекта Академії — Сильвестра Кулябки, а наставниками у нього був відомий драматург, професор філософії Михайло Козачинський. Викладач риторики — ієромонах Іоанн Козлович, викладач політики — Варлаам Лящевський, синтаксими — Данило Яхимович, граматики — Сильвестр Добряка, іперіми — Тит Рушчевський, авалогії — Іоїль Врублевський. Товаришами Милорадовича по Академії були Георгій Кониський, Кирило Лящевський, Григорій Сковорода.
Крім основних академічних наук, вивчав жидівську, грецьку та німецьку мови.

### Військова служба
Після навчання поступив на службу в 1741 році військовим канцеляристом у військову генеральну канцелярію, а 9 травня 1741 року його перевели у Військовій генеральний суд. За атестатом, отриманим ним у Військовому Генеральному суді в 1745 році, видно, що він був допропорядним та старанним. У 1762 році став гоф-фур'єром двору. 3 травня 1762 року указом імператора Петра III Милорадович був назначений полковником Чернігівського полку. В цьому чині Петро Степанович перебував до 13 березня 1773 року, коли він був назначений бригадиром з залишенням звання полковника Чернігівського полку.
У чині полковника він брав участь у Російсько-турецькій війні і знаходився спершу в другій армії графа Рум'янцева, яка налічувала 6 тисяч козаків, над якими командував і полковник Ніжинського полку Петро Розумовський.
З атестата Милорадовича видно, що 1769 він брав участь у битві при Бендерській фортеці, де він відзначився хоробрістю. 1770 брав участь в операціях, зокрема прикривав транспортні колони, які йшли з артилерійськими снарядами до армії під Ізмаїл та Кілію. Потім він перебував під командуванням генерал-аншефа Долгорукого-Кримського.
Генерал-фельдмаршал Розумовський і генерал-аншеф Долгоруков-Кримський відгукувалися з великою похвалою про Милорадовича — говорили, що він відмінно править своїм полком, добре ставиться до людей і коні добре вгодовані.
1783 — генерал-майор, вийшов у відставку в цьому ж чині 1786.

### Діяльність Милорадовича в Чернігові
У роки служби Милорадовича, в полковому місті Чернігів проживало близько 4000 чоловік. Міщани, козаки і посполиті селяни займалися сільським господарством: вирощували хліб, розводили тварин. При Милорадовичі в Чернігові 4 рази на рік проходив ярмарок.
Милорадович — великий землевласник, на його землях працювало близько 5000 кріпаків. Селяни Милорадовича навчалися в церковно-приходській школі. До Милорадовича в Чернігові не було жодного навчального закладу. Величезну увагу приділяв фортеці, оскільки Чернігів знаходився на кордоні з Річчю Посполитою. У цей же час при ньому Чернігів був поділений на вулиці і квартали. Особливу увагу Милорадович приділяв загальноміському притулку, який був збудований коштом його батька.